# Xavier Lesage
François Xavier Edmond Marie Lesage (Moret-sur-Loing, 25 de outubro de 1885 - Gisors, 3 de agosto de 1968) foi um adestrador francês, campeão olímpico. 

## Carreira
Xavier Lesage representou seu país nos Jogos Olímpicos de 1924 e 1932, na qual conquistou a medalha de ouro no adestramento individual e por equipes em 1932, e bronze no individual em 1924. 